# Sebastian König (Schauspieler, 1984)
Sebastian J. König (* 16. Juli 1984 in Schweinfurt) ist ein deutscher Fernsehmoderator und Schauspieler. Er wurde hauptsächlich bekannt durch seine Sendungen beim deutschen Privatsender Sat.1 und dem Musikkanal VIVA.

## Leben
Sebastian J. König stand ab 2002 für das „Junge Landestheater Bayern“ in Shakespeares Der Sturm als Ferdinand auf der Bühne. 2003 folgte u. a. die Rolle des Franz in Katzelmacher nach Rainer Werner Fassbinder.
Von April 2006 bis Januar 2009 arbeitete er als VJ/Moderator bei VIVA und moderierte unter anderem die Sendungen Straßencharts, Club Rotation und den Festivalreport Mixery Massive Music, für den er 2007 unter anderem live von der Loveparade in Essen berichtete. Daneben war er auch in anderen Shows von VIVA zu sehen, z. B. in den VIVA Special Charts, den VIVA Top 100, NEU, VIVA Live! und den VIVA Top 20. Des Weiteren trat er auch als Moderator bei Events und Großveranstaltungen auf.
Vom 25. August 2008 bis zum Finale am 13. April 2012 war er als „Maik Majewski“ in der Sat.1-Telenovela Anna und die Liebe zu sehen. Im Juli 2011 war König täglich in Kurz-Episoden unter dem Titel The King auf der Internetseite von Sat.1 zu sehen. Sebastian König spielte in dieser Serie eine fiktive Version seiner selbst.
2012 spielte König in der deutschen Uraufführung des französischen Stückes Meine Braut, sein Vater und ich den Henri de Sacy an der Comödie Dresden. Es folgten Aufführungen im Theater am Dom in Köln und weiteren Bühnen. 

## Auszeichnungen
- 2010: Wild and Young Award – Bester Schauspieler National
- 2011: German Soap Award – Bester Newcomer

## Filmografie
- 2008–2012: Anna und die Liebe (Fernsehserie)
- 2010: Knock Knock (Kurzfilm)
- 2011: The King (Web-Serie)
- 2012: Der Boden unter deinen Füßen (Kurzfilm)